# پیتر مک‌دونل
پیتر مک‌دونل (انگلیسی: Peter McDonnell؛ زادهٔ ۱۱ ژوئن ۱۹۵۳) بازیکن فوتبال اهل بریتانیا است.
از باشگاه‌هایی که در آن بازی کرده‌است می‌توان به باشگاه فوتبال مورکم، باشگاه فوتبال لیورپول، باشگاه فوتبال کندال تاون، باشگاه فوتبال اولدهام اتلتیک، باشگاه فوتبال بری، باشگاه فوتبال بارو، و باشگاه فوتبال بارو، اشاره کرد.